# Quasiturbine
Le moteur Quasiturbine ou Qurbine est un type de moteur purement rotatif (sans vilebrequin, ni effet alternatif radial, par opposition au moteur Wankel qui est un moteur à piston rotatif), inventé par la famille québécoise de Gilles Saint-Hilaire et initialement breveté dans sa version la plus générale AC avec chariots, en 1996 et 2003. Ce moteur sans vilebrequin utilise un rotor articulé à quatre faces tournant dans un ovale, et formant des chambres à volume croissant et décroissant lors de la rotation. Le centre du rotor est libre et accessible, et le rotor tourne sans vibration ni temps mort tout en produisant un fort couple moteur à faible vitesse de rotation. Elle pourrait être capable de fonctionner avec différents carburants. Le coût élevé des tolérances de construction de la Quasiturbine limite pour le moment le fonctionnement aux modes moteur à air comprimé, moteur à vapeur, compresseur à gaz ou pompe. 
Elle constitue aussi une théorie d'optimisation des concepts de moteurs compacts et efficaces. L'équipe de recherche de la Quasiturbine a initialement établi une liste de trente déficiences du piston et autant de  déficiences du moteur Wankel, ainsi qu'une analyse comparative détaillée entre les deux concepts. Le concept général de la Quasiturbine est le résultat d'efforts pour améliorer ces deux moteurs en supprimant le contraignant vilebrequin sinusoïdal et en offrant jusqu'à sept degrés de liberté au design. Une indétermination géométrique qui permet différentes formes (incluant asymétriques) du stator de confinement de la Quasiturbine . 

## Fonctionnement

La QT-AC (Avec Chariots) est destinée au mode détonation, où le haut rapport surface / volume est un facteur atténuant de la détonation.

Dans le moteur Quasiturbine, les quatre temps d'un cycle de Beau de Rochas (Cycle Otto) typiques sont distribués séquentiellement autour d'un quasi-ovale, à la différence du mouvement alternatif du moteur à piston. Dans le moteur Quasiturbine de base à rotor unique, un stator quasi-ovale encercle le rotor articulé à quatre faces qui tourne en se déformant tout en suivant exactement le contour du boîtier. L'étanchéité du rotor est assurée par des joints contre les parois latérales, et par des joints de contour contre la périphérie intérieure du stator, constituant quatre chambres de volume variable. Contrairement au moteur Wankel dont le vilebrequin déplace radialement les faces du piston rotatif successivement vers l'intérieur et l'extérieur, les faces du rotor de la Quasiturbine basculent alternativement en référence au rayon du moteur, mais elles restent à une distance fixe du centre du moteur à tout instant durant la rotation, produisant une pure force tangentielle de rotation. Puisque la Quasiturbine n'a pas de vilebrequin, les variations de volume interne ne suivent pas nécessairement le mouvement sinusoïdal habituel des moteurs, ce qui lui confère des caractéristiques très différentes de celles du piston ou du moteur Wankel. Contrairement aux pompes à palettes dont le débattement des palettes est généralement important et contre lesquels la pression s'exerce pour engendrer la rotation, les joints de contour de la Quasiturbine ont un débattement minime et le mouvement de rotation ne résulte pas d'une poussée contre ces joints. 
Lorsque le rotor tourne, sa déformation et la forme du stator  font en sorte que chaque section du stator se rapproche et s'éloigne, comprimant et détendant ainsi les chambres à la façon des « temps moteur » associés au piston alternatif. Cependant, alors qu'un moteur à piston à quatre temps produit une combustion par cylindre toutes les deux révolutions, soit une demi combustion de puissance par révolution et par cylindre, les quatre chambres du rotor de la Quasiturbine produisent quatre temps de combustion par révolution du rotor.

## Avantages
Selon les concepteurs, les moteurs Quasiturbine sont plus simples car ils ne contiennent aucun engrenage et ont beaucoup moins de pièces mobiles. Par exemple, comme l'admission et l'échappement sont de simples ouvertures dans le stator, il n'y a pas de soupape, ni de tringlerie. Cette simplicité, la taille réduite et compacte permettent d'épargner sur les coûts de construction. De plus, comme la force entrainant la rotation de la Quasiturbine provient de la pression sur la pale entière, et non pas sur des palettes extensibles qui imposent un reflux géométrique aux chevauchements des chambres, les stators QT de forte excentricité accroissent considérablement l’équivalent cylindrée d’admission qui peut dépasser le volume entier du moteur à chaque rotation. Ces hauts rapports de « cylindrée au volume moteur » voisin de l’unité conduisent à des densités de puissance exceptionnelle en volume et en poids, et toujours à couple moteur élevé . 
Son centre de masse est immobile durant la rotation, la Quasiturbine ne vibre pas ou très peu. En raison de son cycle ininterrompu sans temps mort, la Quasiturbine peut être alimentée par de l'air comprimé ou de la vapeur sans vanne de synchronisation et, aussi avec du liquide comme moteur hydraulique ou pompe. 
D'autres avantages incluent un couple élevé à bas régime, la propension à la combustion de l'hydrogène, et la compatibilité au mode photodétonation (voir ci-dessous) avec la Quasiturbine à chariots, là où le haut rapport surface / volume devient un facteur atténuant de la violence de la détonation : par rapport à de nombreuses propositions innovantes dans le domaine de la conception de moteurs, la Quasiturbine ouvre un nouveau champ de développement, en particulier en ce qui concerne la photodétonation.

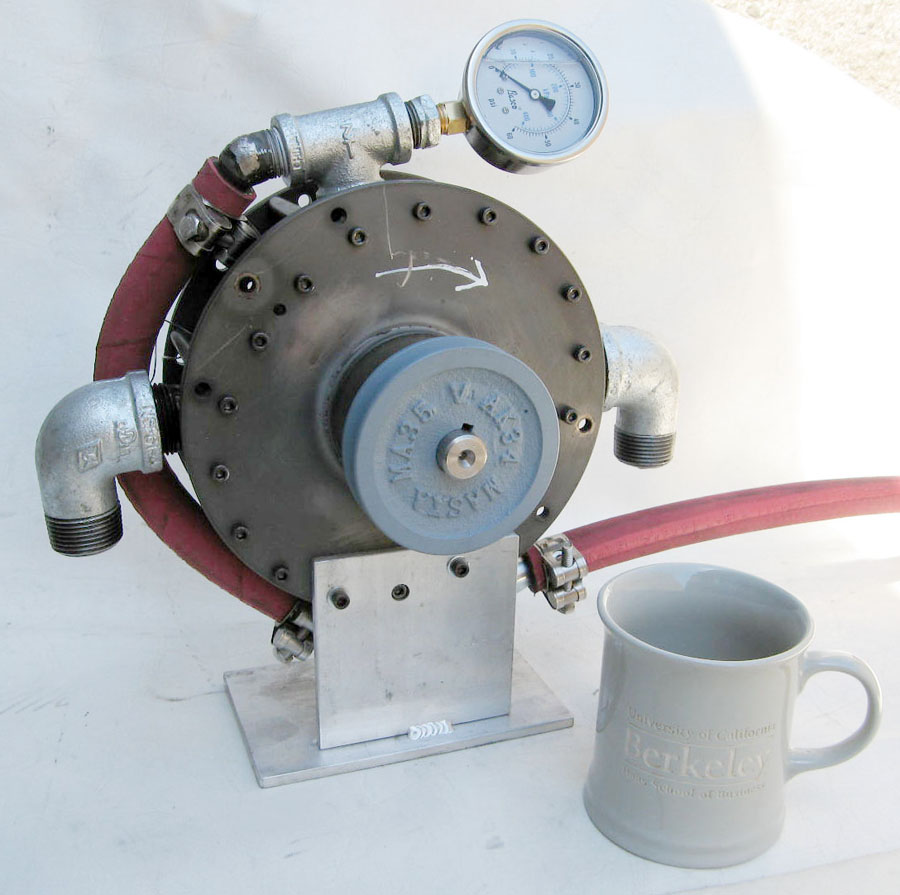
La QT-SC (Sans Chariot) configurée en moteur à vapeur.

## Inconvénients
Le principal inconvénient de la Quasiturbine se situe au niveau des frottements élevés (qui conduisent eux-mêmes à un encrassement interne) qui le rendaient totalement incompatible jusqu'ici avec le fonctionnement en mode thermique — et la nécessité d'adjoindre de l'huile perdue comme dans un moteur Wankel est exclue, car incompatible avec les récentes réglementations antipollution. De ce fait, seul un fonctionnement sans lubrifiant pourrait être une solution, mais seule la céramique le permettrait et cette technique est incompatible avec des coûts acceptables. Le moteur Quasiturbine est typiquement fait  d'aluminium et de fonte dont les pièces se dilatent à différents degrés avec la chaleur, ce qui tend à provoquer certaines fuites. Un problème semblable existait dans les premiers prototypes de moteurs Wankel, mais l'invention du traitement de surface Nikasil (en) de l'aluminium par Mahle dans les années 1960 a permis de fabriquer l'ensemble des pièces en alliages d'aluminium et donc de résoudre le problème des frottements (qui étaient minimes par rapport à ceux de la Quasiturbine) et de différentiel de dilatation. Mais sur la Quasiturbine, la pression sur les parois augmente avec la pression de l'explosion ce qui constitue une impasse pour les matériaux usuels.

## Historique
La Quasiturbine a été conçue par une famille de quatre chercheurs sous la direction du Dr Gilles Saint-Hilaire, physicien thermonucléaire. L'objectif originel était de concevoir un turbo-moteur dont turbine de la partie compresseur et turbine chaude de puissance seraient dans le même plan. À cette fin, il a fallu détacher les pales de l'arbre central et les joindre les unes aux autres comme une chaîne tournant à la manière d'un rotor unique, et agissant pendant un quart de tour comme compresseur, et comme moteur le quart de tour suivant. Le concept général de la Quasiturbine a été breveté en 1996. De petites unités pneumatiques et vapeur sont disponibles pour la recherche, la formation universitaire et la démonstration industrielle. Des prototypes à combustion ont également pour objectif la démonstration.

## Usages
Selon les concepteurs, le haut rapport puissance / poids de la Quasiturbine la rend particulièrement appropriée comme moteur d'avions et sa très faible propension à générer des vibrations la favorise pour plusieurs usages, tels que : tronçonneuse, parachute motorisé (paramoteur) ou moto-neige. Des variations du concept de base de la Quasiturbine la rendent également utilisable comme compresseur d'air et comme turbocompresseur. Des démonstrations du moteur Quasiturbine ont été faites sur un kart pneumatique en 2004, sur « l'Auto Pneumatique de APUQ » en 2005, sur  le « Brash Steam Car » de l'Université du Connecticut en 2010, et autres produits (dont une tronçonneuse et une génératrice).

## Comparaison avec le moteur Wankel
- Le moteur Wankel a un rotor triangulaire rigide synchronisé par engrenage avec le stator, entraînant un vilebrequin tournant à trois fois la vitesse du rotor, lequel éloigne radialement vers l'extérieur et rappelle vers l'intérieur les faces du rotor. La tentative du Wankel de réaliser les 4 temps moteur avec un rotor à trois côtés limite l'optimisation du chevauchement des fenêtres et, en raison du vilebrequin, le Wankel a des caractéristiques d'impulsions de volume sinusoïdales semblables à celles du piston. Le rotor articulé à quatre faces de la Quasiturbine, quant à lui, tourne sur une piste de support circulaire intérieure et entraîne l'arbre moteur à la même vitesse que le rotor. La Quasiturbine n'a pas d'engrenage de synchronisation ni de vilebrequin, ce qui permet aux modèles avec chariots une mise en forme « presque à volonté » des caractéristiques d'impulsion de pression pour des besoins spécifiques, y compris pour atteindre la photodétonation.

- Le moteur Wankel divise le périmètre en trois sections tandis que la Quasiturbine le divise en quatre, pour une élongation inférieure de 30 % des chambres à combustion. La géométrie du Wankel impose de plus un volume résiduel au point mort haut qui limite son taux de compression et l'empêche de se conformer au diagramme Pression-Volume.

- Le Wankel a trois temps mort de 30 degrés chacun par rotation de son rotor, alors que la Quasiturbine n'en a aucun, ce qui rend possible la combustion continue par transfert de flamme, et elle peut même être alimentée à l'air comprimé ou à la vapeur sans vanne de synchronisation (ou aussi par du liquide pour l'utiliser comme moteur hydraulique ou pompe).

- Pendant la rotation, les joints d'apex du Wankel interceptent le stator à des angles variant de -60 à +60 degrés, tandis que les joints de contours de la Quasiturbine sont presque perpendiculaires au stator en tout temps, ce qui facilite l'étanchéité.

- Tandis que le moteur Wankel exige au moins un double rotor hors de phase pour la compensation des vibrations, la Quasiturbine s'accommode d'un rotor unique, puisque son centre de masse est immobile durant la rotation.

- Enfin, alors que l'arbre du Wankel tourne de façon continue, ce n'est pas le cas pour son rotor, lequel arrête sa rotation (voire l'inverse) à chaque point mort haut et bas, une modulation importante de vitesse angulaire du rotor produisant d'importants efforts internes qui ne se retrouvent pas dans la Quasiturbine.

- Par contre, le moteur Wankel est pleinement opérationnel, sur véhicules de série comme sur véhicules de compétition, alors que la Quasiturbine à combustion n'est disponible qu'en objet de démonstration non fonctionnel, un peu comme le fut le Wankel de 1932 à 1957, bien que des essais Quasiturbine furent conduits en combustion interne [13].

## Photodétonation
(janvier 2023).
La photodétonation est le mode optimum de combustion, telle une combustion volumétrique produite par laser, un mode que la forme sinusoïdale d'impulsion du moteur Wankel et du piston ne peut supporter facilement. Dans le Diesel la combustion est pilotée par le thermo-allumage ; la combustion dans le moteur à piston à essence est contrôlée par un front d'onde thermique ; le cognement de la détonation est contrôlé par une onde de choc supersonique ; tandis que la photodétonation est une combustion volumétrique contrôlée par un intense rayonnement dans la chambre de combustion. Puisque la Quasiturbine n'a aucun vilebrequin et peut avoir des chariots, l'impulsion de volume peut être mise en forme suivant la lettre cursive minuscule « i », avec une durée au sommet de quinze à trente fois plus brève que l'impulsion du Wankel ou du piston, et avec une rampe linéaire rapide de montée et de descente. Ce genre d'impulsion de volume auto-synchronise la photodétonation et réduit le stress subi par la mécanique en raccourcissant la durée des moments de hautes pressions.
Selon ses concepteurs, la Quasiturbine ouvrirait la porte à une telle machine du futur qui rendrait désuets les concepts de véhicule hybrides.

### L'efficacité
La Quasiturbine a comme objectif les facteurs de gains moteurs classiques, identifiés depuis longtemps. Parce que le piston effectue les quatre temps moteurs dans une chambre unique, les temps chauds détruisent l'efficacité des temps froids et réciproquement ; c'est pourquoi les moteurs à pistons de type Split Cycles apportent des gains d'efficacité de 30 %, ce que fait en pratique la zone froide d'admission de la Quasiturbine située à l'opposé de la zone chaude. Le site Quasiturbine énumère plus d'une trentaine de façons d'améliorer l'efficacité et la propreté du piston, ainsi que celle du Wankel. 
D'autre part, les sept degrés de libertés au design de la Quasiturbine permettent une mise en forme de l'impulsion de pression que le vilebrequin excentrique du piston ne permet simplement pas. Cette mise en forme permet de concevoir des moteurs à cycles plus rapides, compatibles avec la détonation, dont la suppression de la dépressurisation d'admission permet un gain d'efficacité considérable (dans les usages automobiles, près de la moitié de l'énergie du carburant sert à produire la dépressurisation d'admission). L'efficacité d'un moteur à essence de 200 ch chute de manière importante lorsqu'il est utilisé pour produire seulement 20 ch en raison de la dépressurisation nécessaire dans le collecteur d'admission, dépressurisation qui devient moins importante lorsque la puissance produite par le moteur augmente. Un moteur à photodétonation n'a pas besoin de produire ce vide d'admission puisqu'il admet tout l'air possible, et principalement pour cette raison, son efficacité demeure élevée même à faible puissance moteur. Le mode HCCI en développement pour le piston opère au seuil inférieur marginal de la détonation, alors que la photodétonation est une franche et totale détonation avec des cycles de pression beaucoup plus rapides que le piston. Le moteur à photodétonation a une très faible pénalité d'efficacité à basse puissance ; il sera plus respectueux de l'environnement et se contentera d'essence à faible indice d'octane ou de carburant Diesel à faible indice de cétane sans additif ; il sera compatible avec de multiples carburants, y compris la combustion directe d'hydrogène, et il permettra une forte réduction de poids, de taille, d'entretien et de coût du système de propulsion.
Quant aux modes pneumatique et vapeur, la Quasiturbine prend avantage des concepts de moteurs à déplacement en simplifiant la mécanique et augmentant la cadence des séquences. L'efficacité est alors peu dépendante de la vitesse de révolution et de la charge, contrairement aux turbines conventionnelles. Déjà en 2009, les versions Quasiturbine précommerciales de 600 cm3 et 5 litres de cylindrée rapportent des efficacités de conversion pression-débit d'environ 80 %.

### Alternative à l'hybride
C'est justement l'objectif du concept hybride d'améliorer la faible efficacité des moteurs à bas régime. Dit autrement, la raison du concept hybride moderne est d'éviter la pénalité d'efficacité à basse puissance des puissants moteurs des véhicules d'aujourd'hui, généralement utilisés avec un facteur de charge moyen de seulement 15 %. Il y a là un potentiel d'économie de carburant de 50 %, dont la moitié est récupérable par la méthode hybride. Mais accroître l'efficacité de cette manière exige des composants de puissance et de stockage d'énergie additionnels, avec des inconvénients contre-productifs associés aux augmentations de poids, d'espace, d'entretien, de coût et des processus de recyclage environnemental. Le moteur à photodétonation peut fournir un moyen plus direct d'atteindre au minimum le même résultat.

## Reconnaissance

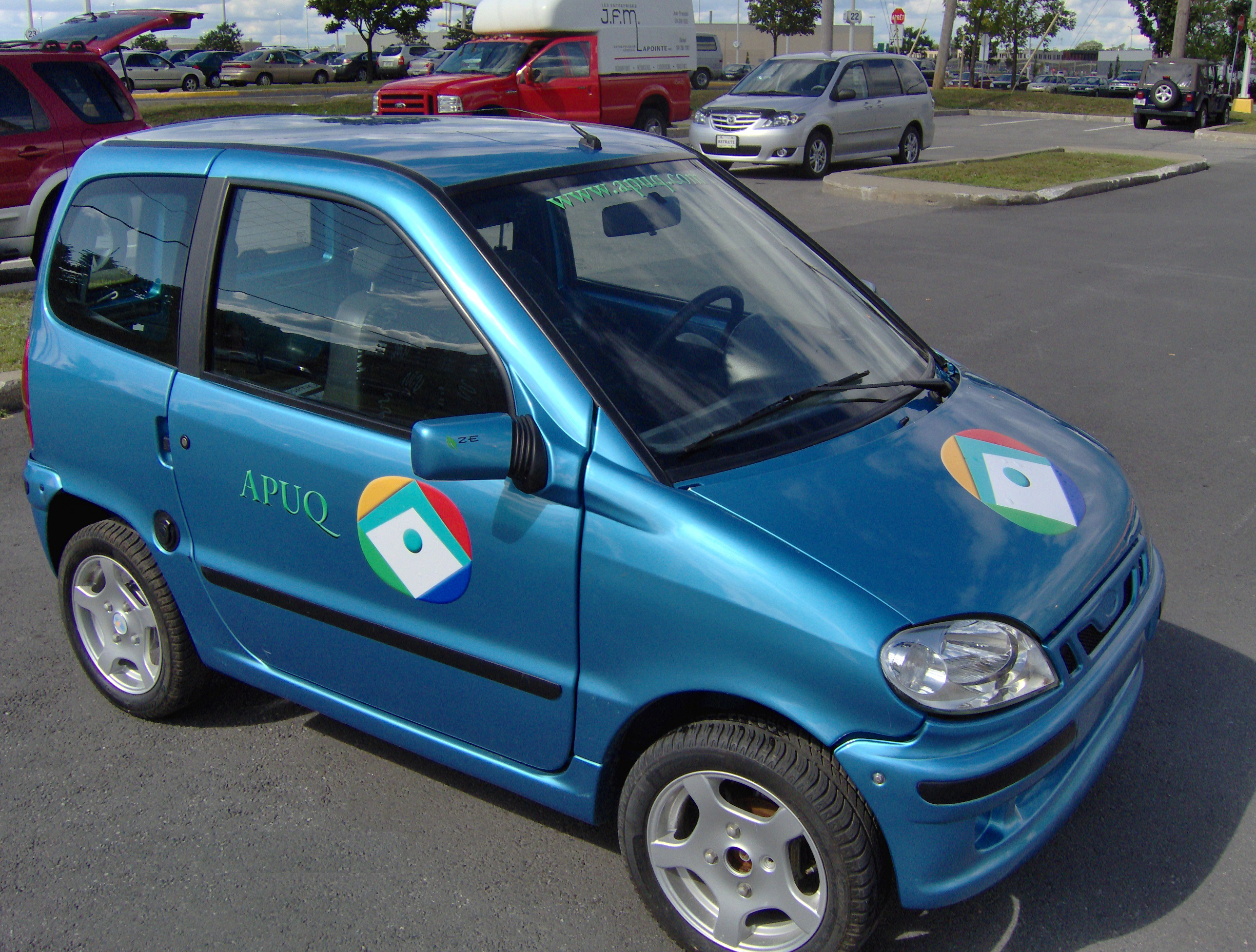
Voiture équipée d'une quasiturbine entraînée par air comprimé (2009).

Même si l'article Quasiturbine des Saint-Hilaire arbitré par leurs pairs à l'ASME et à l'IGTI est une sérieuse reconnaissance internationale, la principale lacune de la Quasiturbine reste de n'avoir connu aucune démonstration réelle en dehors des prototypes entraînés par air comprimé ou par vapeur, comme rapporté par Scholar Papers . La viabilité du concept comme moteur à combustion reste donc à prouver dans la pratique. 
La notion de photodétonation est souvent remise en cause, même si on trouve quelques publications sur la photocombustion et quelques autres, rares, directement liées à la  photodétonation. 
Parallèlement, le moteur Wankel, dont le fonctionnement est en apparence proche (bien que différent) n'a pas obtenu le succès industriel escompté, à cause d'un rendement énergétique moins bon que celui des moteurs à pistons traditionnels et des difficultés technologiques liées aux joints d'étanchéité du rotor qui réduisent sa durée de vie.